# Браунс-Валли (город, Миннесота)

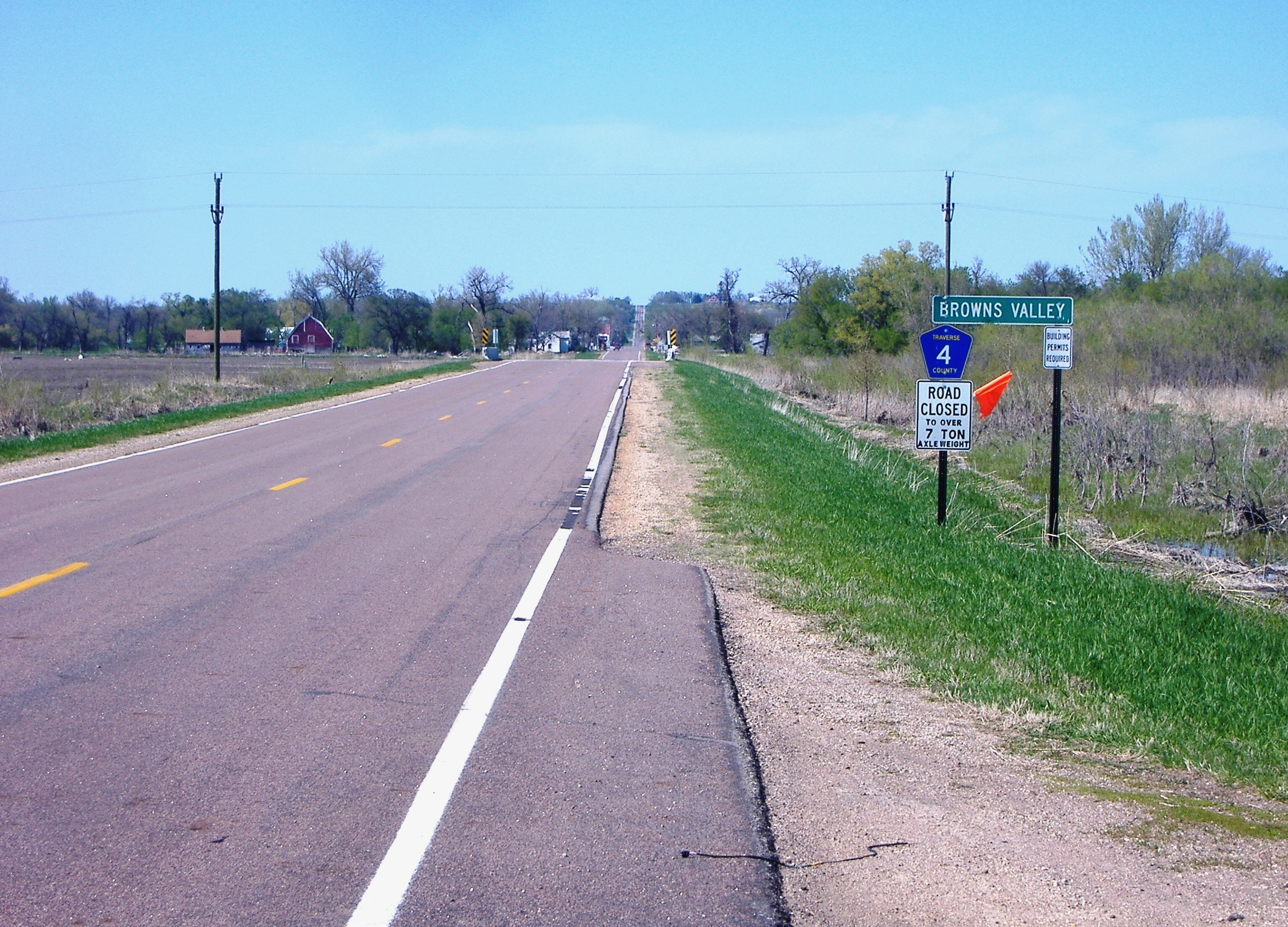
Въезд в Браунс-Вэлли, Миннесота. 2007 год

Браунс-Валли (англ. Browns Valley) — город в округе Траверс, штат Миннесота, США. На площади 2 км² (2 км² — суша, водоёмов нет), согласно переписи 2002 года, проживают 690 человек. Плотность населения составляет 339,2 чел./км².
- Телефонный код города — 320
- Почтовый индекс — 56219
- FIPS-код города — 27-08200[1]
- GNIS-идентификатор — 0659752[2]